# Adács
Adács är en ort i Ungern.   Den ligger i provinsen Heves, i den centrala delen av landet, 70 km öster om huvudstaden Budapest. Adács ligger 111 meter över havet och antalet invånare är 2 890.
Terrängen runt Adács är platt, och sluttar söderut. Runt Adács är det ganska tätbefolkat, med 54 invånare per kvadratkilometer. Närmaste större samhälle är Gyöngyös, 10,7 km norr om Adács. Trakten runt Adács består till största delen av jordbruksmark.